# Kodigenahalli
Kodigenahalli é uma vila no distrito de Bangalore, no estado indiano de Karnataka.

## Geografia
Kodigenahalli está localizada a 13° 43′ N, 77° 23′ L. Tem uma altitude média de 668 metros (2191 pés).

## Demografia
Segundo o censo de 2001, Kodigenahalli tinha uma população de 5448 habitantes. Os indivíduos do sexo masculino constituem 51% da população e os do sexo feminino 49%. Kodigenahalli tem uma taxa de literacia de 48%, inferior à média nacional de 59,5%: a literacia no sexo masculino é de 55% e no sexo feminino é de 40%. Em Kodigenahalli, 15% da população está abaixo dos 6 anos de idade.